# Česká beseda Záhřeb
Česká beseda Záhřeb (chorvatsky Češka beseda Zagreb) je občanský spolek sídlící v chorvatském Záhřebu, jehož cílem je sdružovat příslušníky zdejší české menšiny, tedy občany českého původu, zejména ze Záhřebu a okolí. Sdružení působí v oblasti kulturní, vzdělávací, humanitní, zábavní a hospodářské, zajišťuje také výuku českého jazyka, v psané i mluvené podobě a zvyků české menšiny v Chorvatsku a podporuje a rozvíjí přátelskou spolupráci mezi Chorvatskou a Českou republikou. Spolek je rozdělen na několik sekcí: divadelní, hudební a folklórní, rovněž provozuje i doplňovací školu, mateřskou školu, dětskou hernu a Muzeum českého jazyka v Záhřebu.

## Historie
Spolek byl založen pod názvem Česká beseda v roce 1874 jako kulturní a vzdělávací spolek Čechů v Záhřebu. Jejím prvním předsedou se stal Josef Václav Frič, spisovatel, novinář a politik žijící v Chorvatsku v politickém exilu po revolučních událostech roku 1848 a 1849 v Rakouském císařství.
V roce 1913 byl založen další spolek záhřebských Čechů pojmenovaný Češki iseljenik (Český vystěhovalec), který po vzniku Československé republiky změnil roku 1919 svůj název na Čehoslovačka obec (Československá obec). Oba spolky působily v Záhřebu souběžně až do roku 1937, kdy byly po vybudování společného Lidového domu v Šubićevově ulici sloučeny v jeden pod názvem Udružena društva Češka beseda i Čehoslovačka obec (Spojęné spolky Česká beseda a Československá obec). Pod tímto názvem spolek fungoval až do roku 1982, kdy byl název spolku změněn na název Češka beseda Zagreb s podtitulem Društvo Čeha i Slovaka (Česká beseda Záhřeb - Spolek Čechů a Slováků).
Z významných členů či přímo funkcionářů z české komunity lze jmenovat stavitele Josefa Chválu, Josefa Dubského či Josefa Dryáka nebo divadelní herce bratry Franklovy.